# Southern strategy

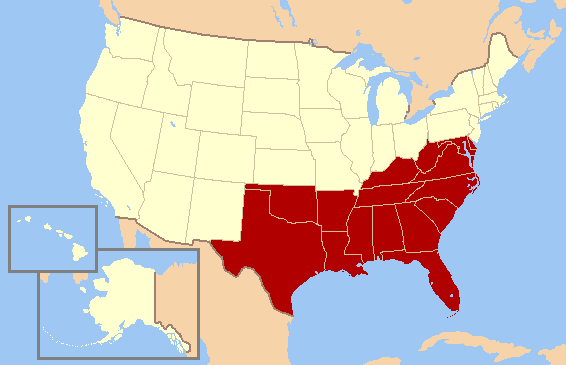
Le sud des États-Unis selon le United States Census Bureau.

En politique américaine, la Southern strategy (littéralement, « stratégie du sud » ou « stratégie sudiste » en français) désigne la stratégie mise en place par le Parti républicain afin de séduire l'électorat blanc du Sud des États-Unis qui votait traditionnellement démocrate.
Ce fut la stratégie principale de la campagne de Richard Nixon pendant l'élection présidentielle américaine de 1968. Les républicains ont alors consciemment fait appel aux griefs raciaux de nombreux Sudistes blancs pour obtenir leur soutien.